# Haruhisa Hasegawa
Haruhisa Hasegawa, född 14 april 1957 i Hyōgo prefektur, Japan, är en japansk tidigare fotbollsspelare.